# Wadaha
Le wadaha où danse du pilon est un ensemble de chants et de danses exclusivement féminin. Cette pratique existe dans le nord de Madagascar et dans l’ensemble de l’archipel comorien[source détournée].
Les femmes d’un quartier ou d’une association dansaient traditionnellement le wadaha en l’honneur de l’une des leurs, de son mari ou d’un de ses parents rentrés de l’étranger après un séjour de plusieurs années. Elles dansaient aussi après avoir pris part à une réception offerte à l’occasion d’un événement heureux, survenu à l’une des leurs. Ces contextes sont certainement respectés encore à Mayotte où tous les événements heureux sont l’occasion d’un wadaha. Cette danse se pratique aussi lors des manifestations officielles et politiques.

## Déroulement
Quelques femmes se regroupent autour d'un mortier de grande taille, munies de trois pilons. Elles dansent en cercle autour du mortier en frappant à tour de rôle les trois pilons et en se les lançant, avant de refaire un tour autour du mortier, puis de recommencer, et ce toujours dans le même ordre. 
Les femmes ne dansant pas autour du mortier forment quant à elles une ronde de grande taille, et dansent au rythme des chants et de la musique, joués par des hommes, à l'aide d'instruments électriques accompagnés d'amplis. 
La tenue traditionnelle portée par les femmes est le salouva, mahorais ou anjouannais.